# Adam Rhys Jones
Adam Rhys Jones (* 8. März 1981 in Abercrave, Powys) ist ein ehemaliger walisischer Rugby-Union-Spieler. Er spielte als Pfeiler für die walisische Nationalmannschaft, die British and Irish Lions und zuletzt für die Harlequins.

## Leben
Jones begann seine Karriere beim Neath RFC, der seit 2003 Spieler für die regionale Auswahl Ospreys stellt, zu denen er seit der Einführung gehört. Er erreichte mit der U21-Nationalmannschaft von Wales das Halbfinale der Weltmeisterschaft 2002. Im August 2003 lief er erstmals für die walisische Herrenauswahl auf, Gegner war England. Seinen ersten und bislang einzigen Versuch im Nationaltrikot legte er 2004 gegen Schottland.
Jones war Teil der Mannschaft, die 2005 den Grand Slam bei den Six Nations gewinnen konnte. Es folgten zahlreiche weitere Einsätze, so dass er folgerichtig auch für die Weltmeisterschaft 2007 nominiert wurde. Er lief dabei gegen Kanada und Australien auf.
Unter dem neuen Nationaltrainer Warren Gatland gelang es Jones 2008 erneut, mit Wales den Grand Slam bei den Six Nations zu gewinnen. Er wurde in diesem Turnier in vier von fünf Spielen eingesetzt. Im Jahr 2009 wurde er von Ian McGeechan für die Südafrika-Tour der British and Irish Lions nominiert. Er kam in den ersten beiden Spielen zum Einsatz, aufgrund einer Verletzung fehlte er im abschließenden Spiel der Serie jedoch.
Aufgrund seiner Frisur wurde er zusammen mit seinem Nationalmannschaftskollegen Duncan Jones als „Hair Bears“ bezeichnet.
Am 25. März 2018 gab Jones das Ende seiner Spielerkarriere bekannt.